# Eckerd Tennis Open 1985
L'Eckerd Tennis Open 1985 è stato un torneo di tennis giocato sul cemento. È stata la 13ª edizione del torneo, che fa parte del Virginia Slims World Championship Series 1985. Si è giocato a Tampa negli Stati Uniti, dal 4 al 10 novembre 1985.

## Campionesse

### Singolare
Stephanie Rehe ha battuto in finale  Gabriela Sabatini con il punteggio di 6–4, 6–7, 7–5

### Doppio
Carling Bassett /  Gabriela Sabatini hanno battuto in finale  Lisa Bonder /  Laura Arraya con il punteggio di 6–0, 6–0